# Asphyx
Asphyx (z řeckého asfixia – udušení) je nizozemská doom/death metalová kapela založená roku 1988 v Oldenzaalu v provincii Overijssel. Mezi zakládající členy patřili Bob Bagchus a Tony Brookhuis. Christian Colli sestavu doplnil na místě baskytaristy. V tomto složení Asphyx nahráli první dvě dema, poté se ke kapele přidal Eric Daniels. Asphyx je možno zařadit mezi první nizozemské death metalové skupiny vedle např. Gorefest, Sinister, Pestilence a Phlebotomized. Charakteristické logo tvoří trojúhelník s nápisem Asphyx v horní a lebkou ve spodní části.
Debutní studiové album s názvem The Rack vyšlo v roce 1991. Kapela se několikrát reformovala, v letech 1996–1999 existovala pod názvem Soulburn.
K roku 2021 měla na kontě 10 dlouhohrajících desek (pod názvem Asphyx).

## Diskografie
Dema
- Carnage Remains (1988)
- Enter the Domain (1988)
- Crush the Cenotaph (1989)

Studiová alba
- The Rack (1991)[2]
- Last One on Earth (1991)
- Asphyx (1994)
- God Cries (1996)[2]
- Embrace the Death (1996)
- On the Wings of Inferno (2000)
- Death...the Brutal Way (2009)
- Deathhammer (2012)
- Incoming Death (2016)
- Necroceros (2021)

EP
- Mutilating Process (1989)
- Crush the Cenotaph (1992)
- Reign of the Brute (2012)

Kompilační alba
- Depths of Eternity (2009)

Singly
- Death the Brutal Way (2008)

Live alba
- Live Death Doom (2010)

Split nahrávky
- Asphyx / Hooded Menace (2011) – společně s kapelou Hooded Menace
- Imperial Anthems (2011) – společně s kapelou Thanatos

Promo nahrávky
- Promo '91 (1991)
- Promo '95 (1995)